# Cadillac Man
Cadillac Man (br: Um Conquistador em Apuros / pt: Um Sedutor em Apuros) é um filme estadunidense de 1990 uma comédia, dirigida por Roger Donaldson.

## Sinopse
Um vendedor de carros do Queens, em Nova Iorque, mulherengo e cafajeste, enfrenta os piores momentos de sua vida quando sua ex-mulher passa a exigir pensão, um perigoso gângster resolve cobrar uma antiga dívida de jogo, e seu patrão, descontente com os baixos índices de venda, exige um esforço maior. As coisas se complicam ainda mais quando um marido ciumento passa a perseguí-lo, achando que ele é o amante de sua mulher. 

## Elenco
- Robin Williams .... Joey O'Brien
- Tim Robbins .... Larry
- Pamela Reed .... Tina
- Fran Drescher .... Joy Munchack
- Zack Norman .... Harry Munchack
- Lori Petty .... Lila
- Annabella Sciorra .... Donna
- Paul Guilfoyle .... Little Jack Turgeon
- Bill Nelson .... Big Jack Turgeon
- Eddie Jones .... Benny